# Escudo de Bárcena de Pie de Concha
El escudo de Bárcena de Pie de Concha es uno de los símbolos del ayuntamiento de Bárcena de Pie de Concha (Cantabria), junto a su bandera. Dicho escudo queda organizado de la manera siguiente: escudo partido: 1.º, de gules, un rollo sobre gradas, de plata; 2.º, de azur, un monte de dos cumbres de entre las cuales baja un camino enlosado, todo al natural. Va timbrado de corona real española.
El escudo fue adoptado por el ayuntamiento siendo autorizado por el Consejo de Gobierno de Cantabria el día 5 de febrero de 1991, previo informe favorable emitido por la Real Academia de la Historia.